# Maurice Cortier
Maurice Cortier (* 9. August 1879 in Raincy; † 2. Oktober 1914 im Militärkrankenhaus in Drouilly) war ein französischer Offizier und Entdecker.
Maurice Cortier war als Berufsoffizier der französischen Kolonialtruppen in Nordafrika eingesetzt. Im Jahr 1913 durchquerte er als erster Europäer die Tanezrouft-Wüste mit Kamelen. Er starb 1914 an Kriegsverletzungen aus der Schlacht an der Marne.

## Schriften (Auswahl)
- Maurice Cortier: D'une rive à l'autre du Sahara, 1908, ISBN 978-1-294-53559-1
- Édouard Arnaud, Maurice Cortier: Nos Confins Sahariens: Etude d'Organisation Militaire, 1908